# Правительство Кириенко
Правительство Российской Федерации под председательством С. В. Кириенко действовало в период с 28 апреля по 23 августа 1998 года.
Структура Правительства была утверждена 30 апреля 1998 года.
Список министерств, действовавших в 1998 году, см. в статье Структура федеральных органов исполнительной власти (1994—2000).

## Новые Министерства
- Министерство региональной и национальной политики Российской Федерации (преобразовано из Министерства Российской Федерации по делам национальностей и федеративным отношениям)
- Министерство Российской Федерации по земельной политике, строительству и жилищно-коммунальному хозяйству (образовано при упразднении Государственного комитета по жилищной и строительной политике, Государственного комитета по земельным ресурсам и землеустройству и Федеральной службы геодезии и картографии)
- Министерство промышленности и торговли Российской Федерации (образовано путём передачи функций Министерства экономики Российской Федерации по реализации государственной промышленной политики, при упразднении Министерства внешних экономических связей и торговли Российской Федерации, Министерства Российской Федерации по сотрудничеству с государствами-участниками СНГ и Государственного комитета по стандартизации, метрологии и сертификации)
- Функции Министерства внешних экономических связей и торговли Российской Федерации распределены между Министерством промышленности и торговли Российской Федерации и Министерством экономики Российской Федерации
- Функции Министерства Российской Федерации по сотрудничеству с государствами-участниками СНГ распределены между Министерством иностранных дел Российской Федерации и Министерством промышленности и торговли Российской Федерации

## Члены Правительства
Наименования должностей членов Правительства приводятся так, как они официально именовались.
| Должность | Министр                                                                                  |
| --- | ---------------------------------------------------------------------------------------- |
| Председатель Правительства Российской Федерации | Кириенко Сергей Владиленович (24 апреля 1998 — 23 августа 1998)                          |
| Председатель Правительства Российской Федерации | Черномырдин Виктор Степанович (и. о.) (с 23 августа 1998)                                |
| Заместитель Председателя Правительства Российской Федерации | Немцов Борис Ефимович (28 апреля 1998 — 23 августа 1998; и. о. до 28 августа 1998)       |
| Заместитель Председателя Правительства Российской Федерации | Христенко Виктор Борисович (28 апреля 1998 — 23 августа 1998; и. о. до 28 сентября 1998) |
| Заместитель Председателя Правительства Российской Федерации | Сысуев Олег Николаевич (30 апреля 1998 — 23 августа 1998; и. о. до 16 сентября 1998)     |
| Руководитель Государственной налоговой службы Российской Федерации (Министр Российской Федерации, с 17 августа 1998 года — Заместитель Председателя Правительства Российской Федерации | Фёдоров Борис Григорьевич (29 мая 1998 — 23 августа 1998; и. о. до 28 сентября 1998)     |
| Министерство иностранных дел Российской Федерации | Примаков Евгений Максимович                                                              |
| Министерство обороны Российской Федерации | Сергеев Игорь Дмитриевич                                                                 |
| Министерство внутренних дел Российской Федерации | Степашин Сергей Вадимович                                                                |
| Министерство финансов Российской Федерации | Задорнов Михаил Михайлович                                                               |
| Министерство путей сообщения Российской Федерации | Аксёненко Николай Емельянович                                                            |
| Министерство общего и профессионального образования Российской Федерации | Тихонов Александр Николаевич                                                             |
| Министерство Российской Федерации по делам гражданской обороны, чрезвычайным ситуациям и ликвидации последствий стихийных бедствий                                                     | Шойгу Сергей Кужугетович                                                                 |
| Министерство Российской Федерации по земельной политике, строительству и жилищно-коммунальному хозяйству                                                                               | Южанов Илья Артурович (с 5 мая 1998)                                                     |
| Министерство экономики Российской Федерации | Уринсон Яков Моисеевич (с 30 апреля 1998)                                                |
| Министерство науки и технологий Российской Федерации | Булгак Владимир Борисович                                                                |
| Министерство юстиции Российской Федерации | Крашенинников Павел Владимирович                                                         |
| Министерство транспорта Российской Федерации | Франк Сергей Оттович                                                                     |
| Министерство топлива и энергетики Российской Федерации | Генералов Сергей Владимирович                                                            |
| Министерство сельского хозяйства и продовольствия Российской Федерации | Семёнов Виктор Александрович                                                             |
| Министерство государственного имущества Российской Федерации | Газизуллин Фарит Рафикович                                                               |
| Министерство культуры Российской Федерации | Дементьева Наталья Леонидовна                                                            |
| Министерство труда и социального развития Российской Федерации | Дмитриева Оксана Генриховна                                                              |
| Министерство природных ресурсов Российской Федерации | Некрутенко Виктор Юрьевич                                                                |
| Министерство Российской Федерации по атомной энергии | Адамов Евгений Олегович (с 8 мая 1998)                                                   |
| Министерство здравоохранения Российской Федерации | Рутковский Олег Всеволодович (с 8 мая 1998)                                              |
| Министерство региональной и национальной политики Российской Федерации | Сапиро Евгений Саулович (с 8 мая 1998)                                                   |
| Министерство промышленности и торговли Российской Федерации | Габуния Георгий Валерьевич (и. о.) (8 мая 1998 — 23 июля 1998)                           |
| Министерство промышленности и торговли Российской Федерации | Маслюков Юрий Дмитриевич (с 23 июля 1998)                                                |
| Руководитель Аппарата Правительства Российской Федерации (до 28 августа 1998 года — Министр Российской Федерации)                                                                      | Хватков Николай Павлович (8 мая 1998 — 23 августа 1998; и. о. до 28 августа 1998)        |
| Руководитель Аппарата Правительства Российской Федерации (до 28 августа 1998 года — Министр Российской Федерации)                                                                      | Шабдурасулов Игорь Владимирович (и. о.) (с 28 августа 1998)                              |